# Ikedayama Park

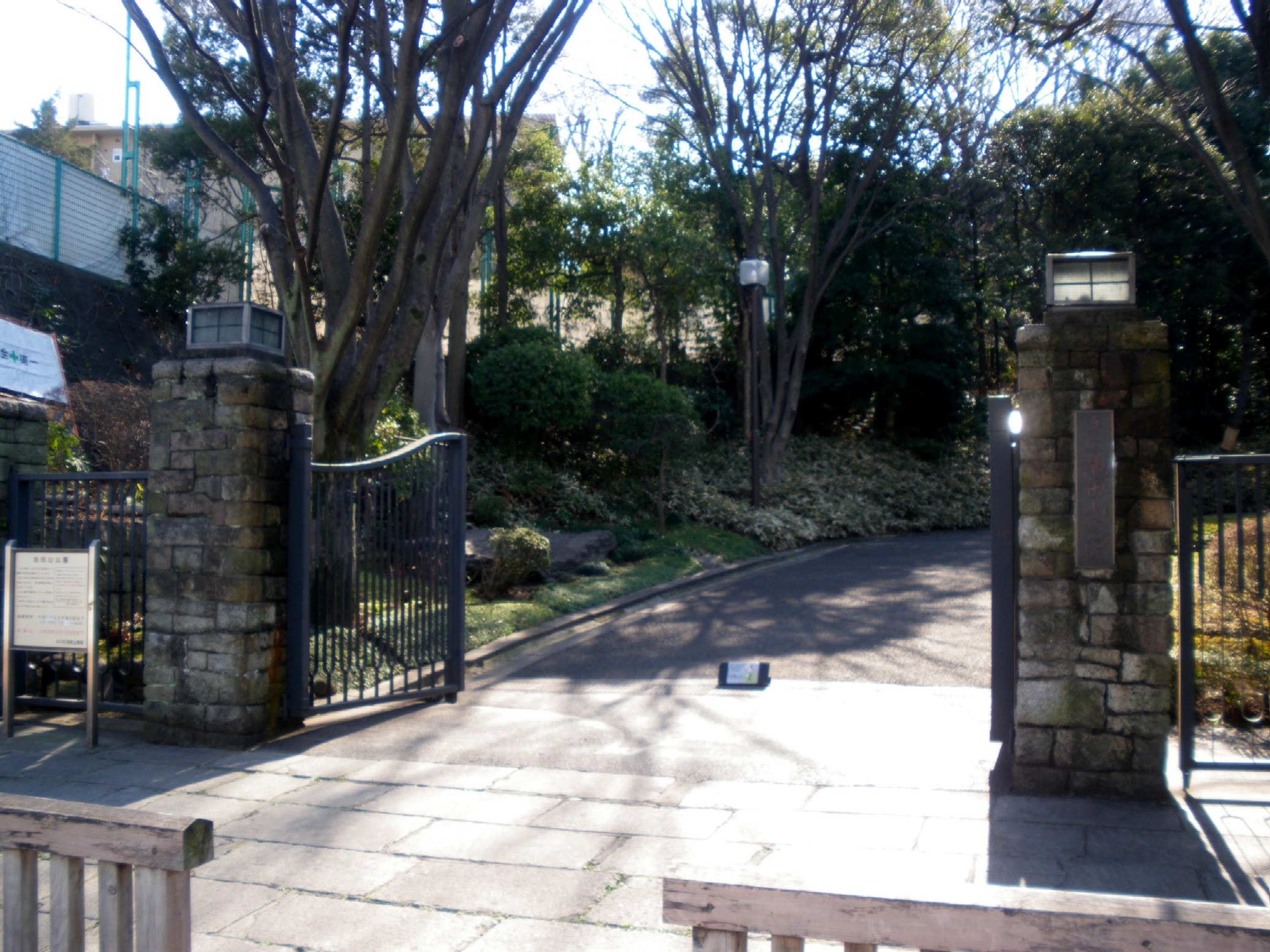
Der Eingang des Parks.

Der Ikedayama Park ist ein Stadtpark in Shinagawa in Tokyo. Er wurde 1985 als Bezirkspark gegründet.
Der Park verfügt über einen Teich, einen Platz und einen Japanischen Wandelgarten.

## Bilder vom Park

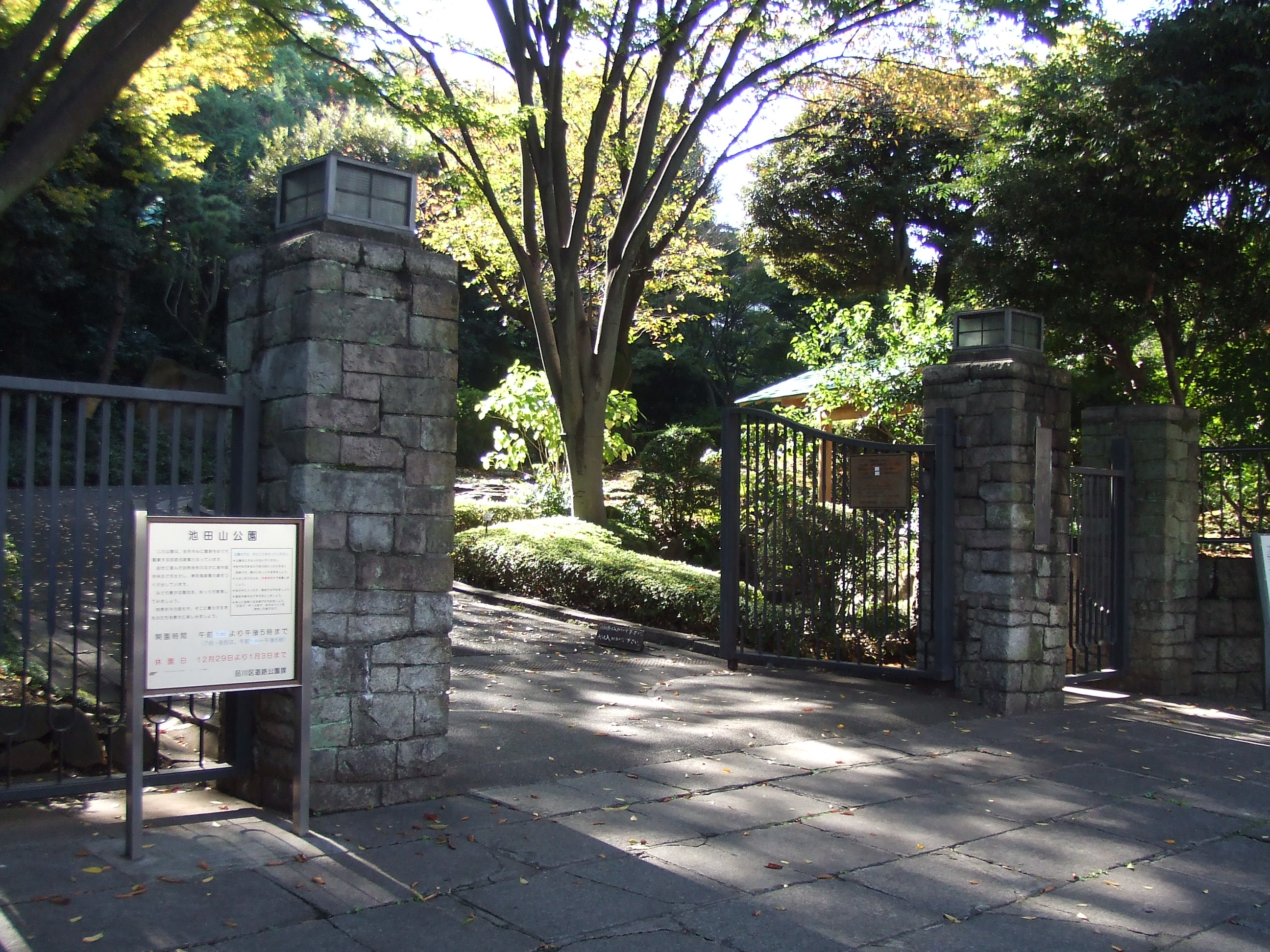
Eingang（November 2007）
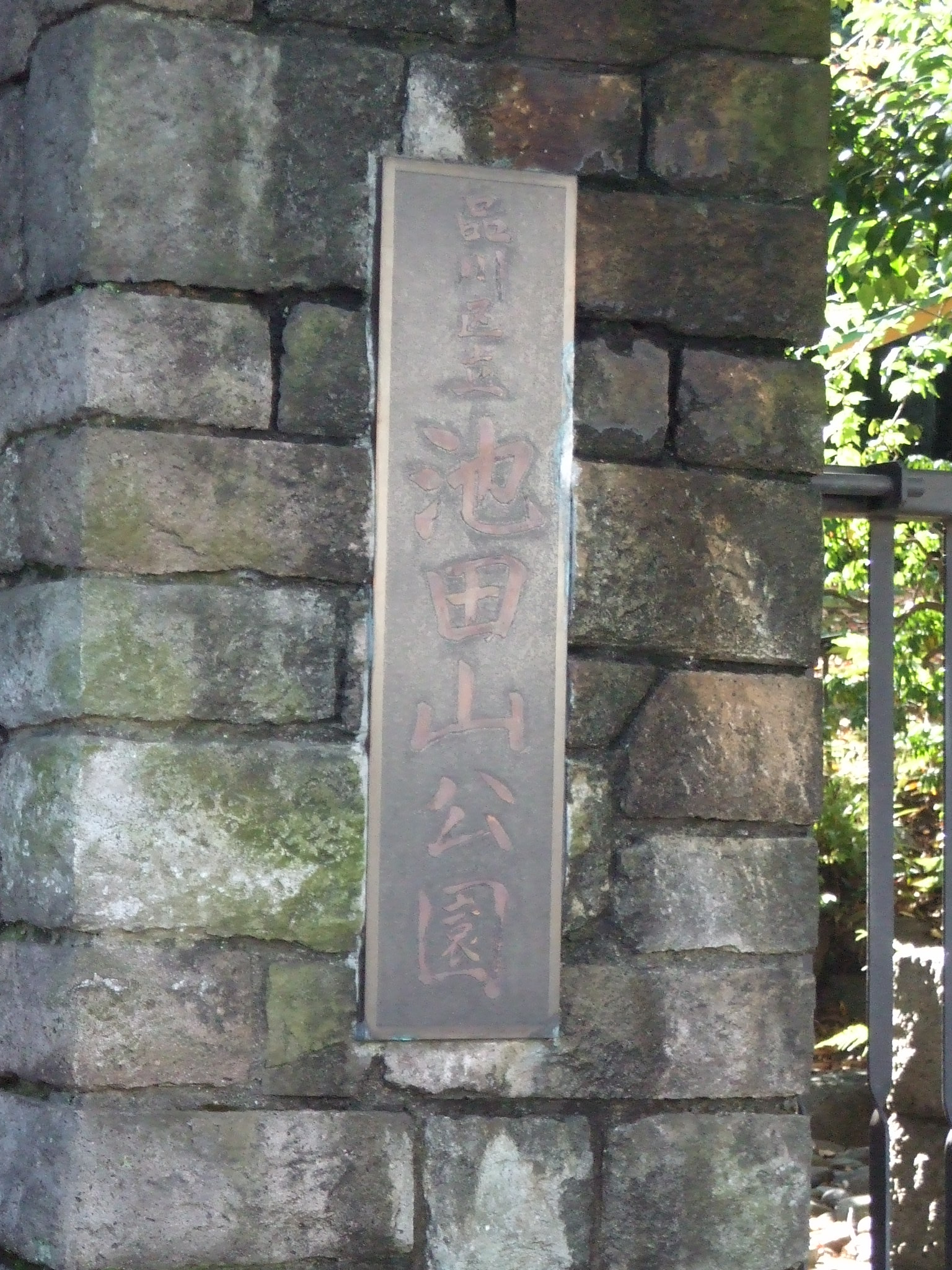
Tafel mit Inschrift（November 2007）
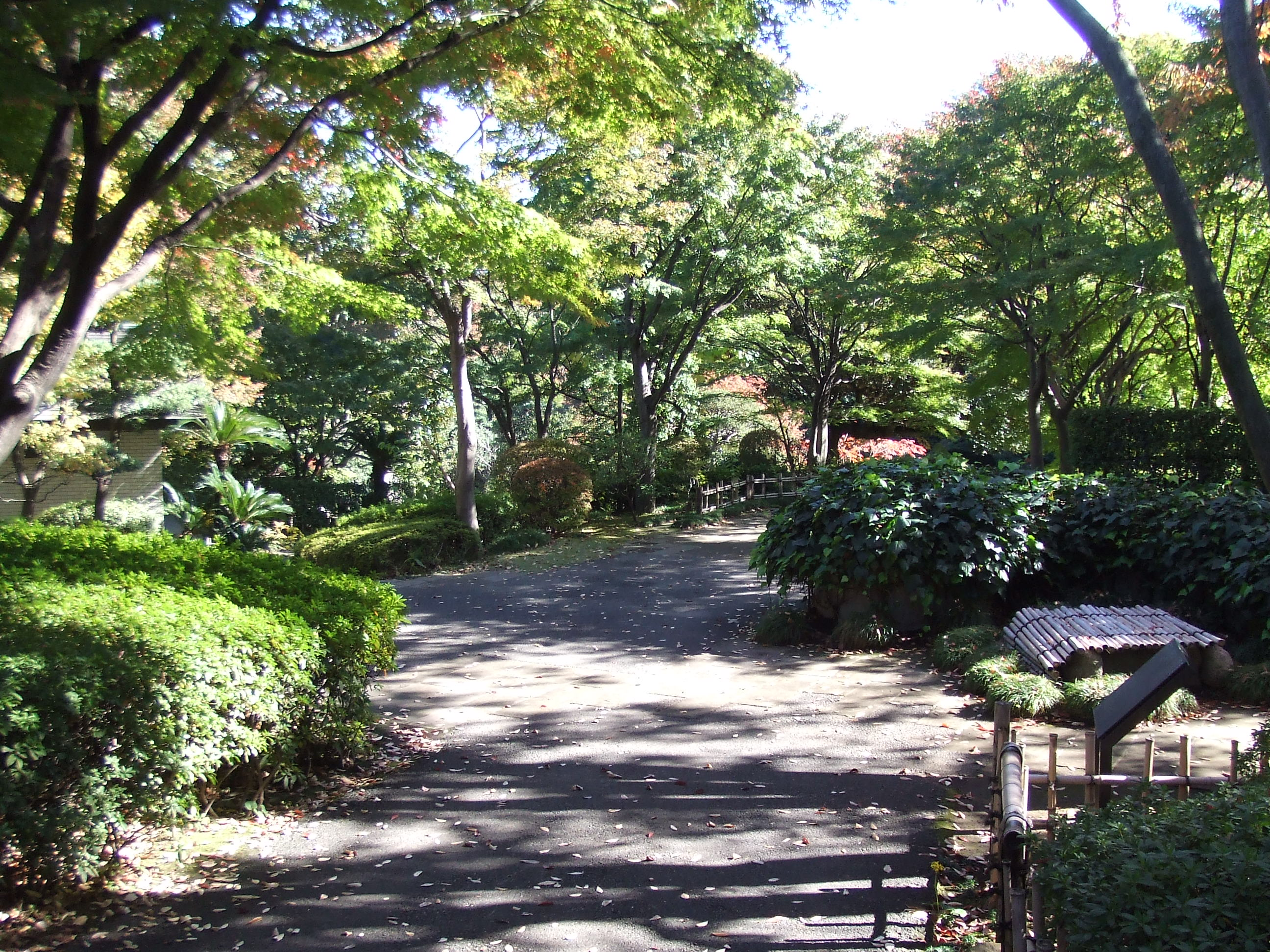
In der Nähe des Eingangs（November 2007）
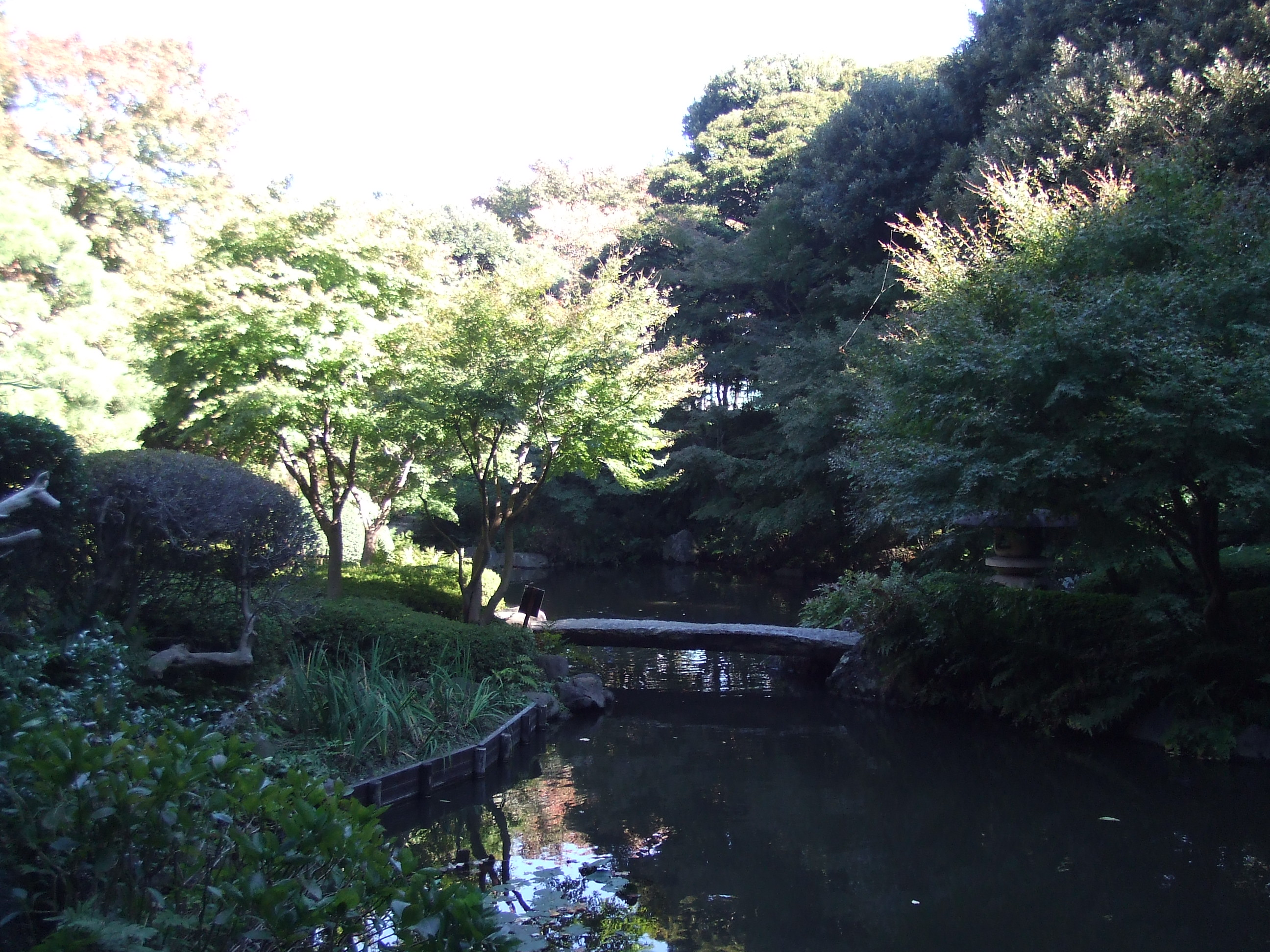
Der See（November 2007）
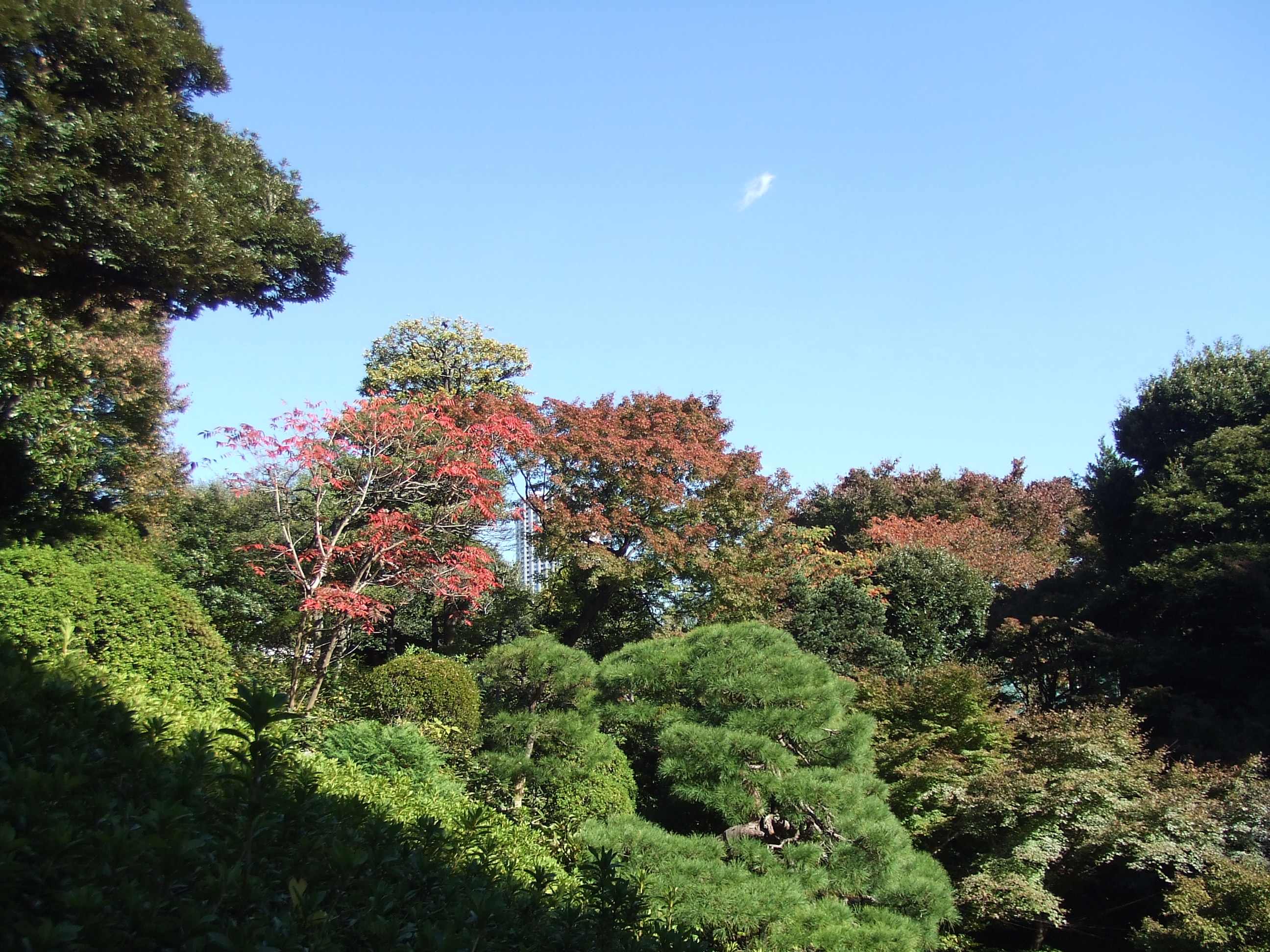
Im Park（November 2007）
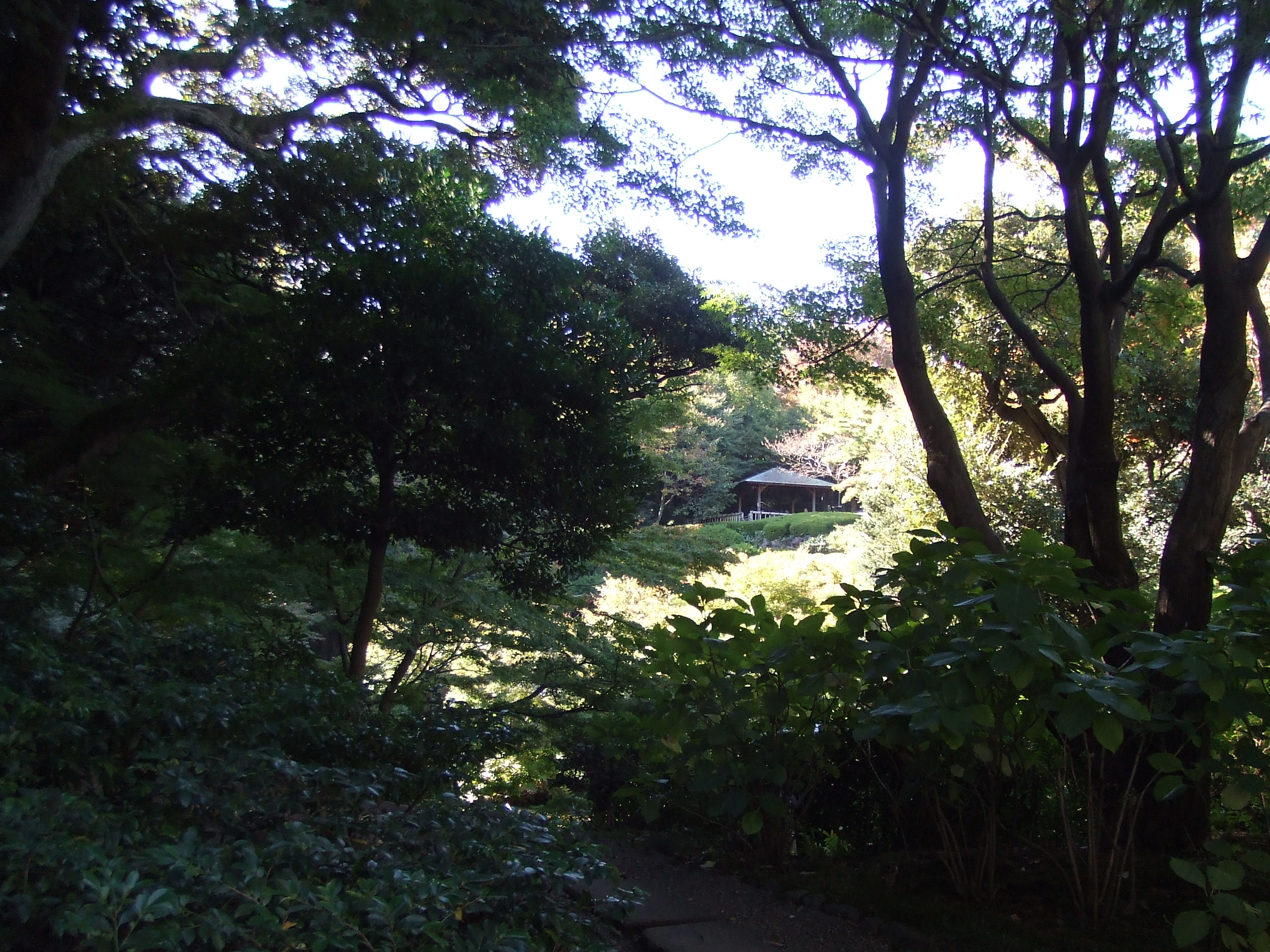
Pavillon（November 2007）
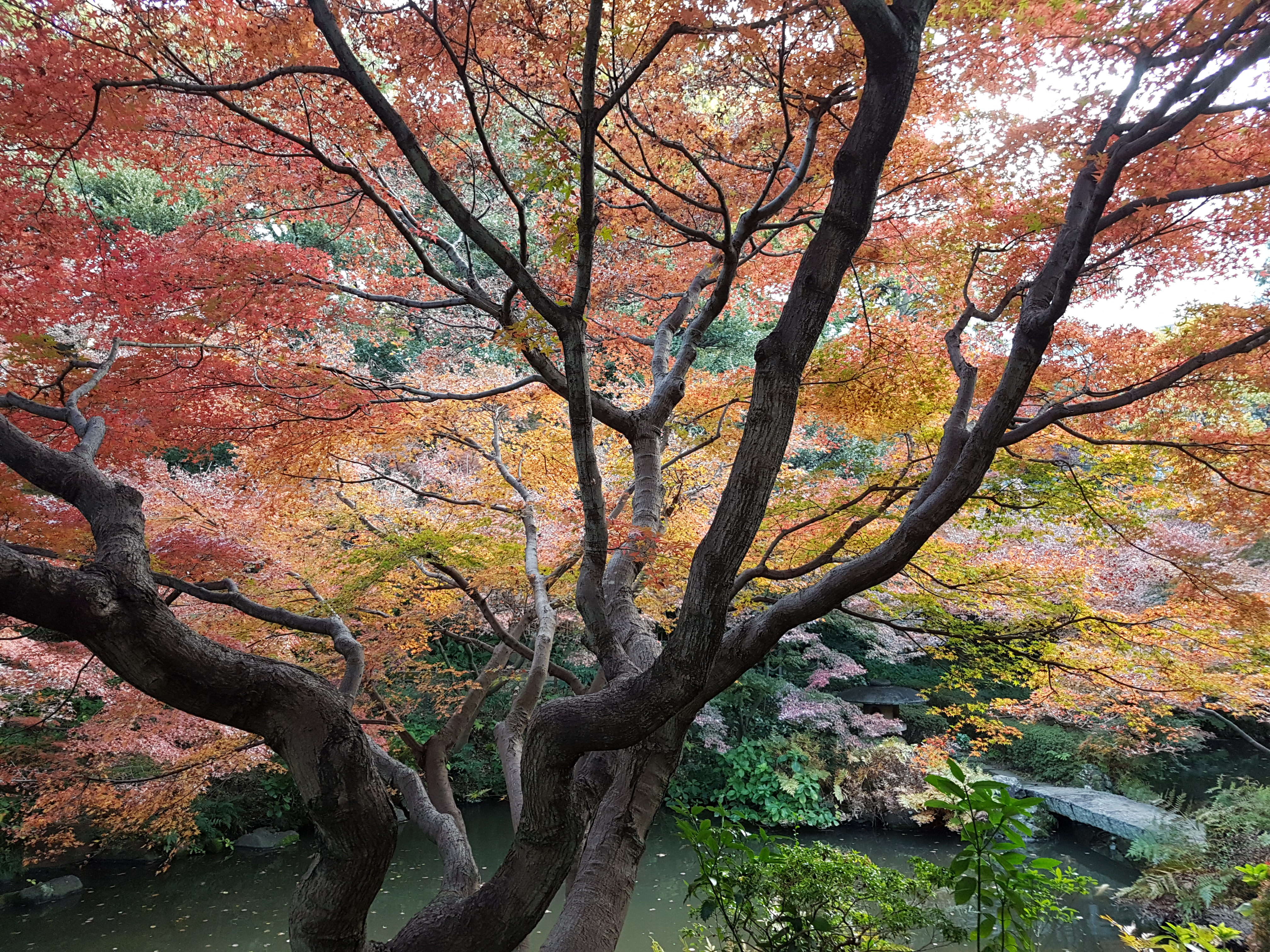
Herbstlaub (November 2018)